# Betty Cuthbertová
Elizabeth Alyse „Betty“ Cuthbertová, nepřechýleně Betty Cuthbert (* 20. dubna 1938 Sydney – 6. srpna 2017) byla australská atletka, čtyřnásobná olympijská vítězka, v Austrálii přezdívaná Golden Girl (česky Zlatá holka).
V roce 1956 se konaly letní olympijské hry v Melbourne a ona se stala jejich první domácí vítězkou, když vyhrála běh na 100 metrů. K tomu přidala ještě další dvě vítězství v běhu na 200 metrů a ve štafetě na 4×100 metrů. Od nadšených fanoušků dostala přezdívku Golden Girl.
Zranění zhatilo její ambice na následující olympiádě v Římě, ale na hry do Tokia znovu dorazila ve výborné formě a vyhrála závod na 400 metrů, který později označila za jediný dokonalý závod své kariéry. Tato disciplína byla v Tokiu vypsána vůbec poprvé do olympijského programu.
Překonala 16 světových rekordů na tratích od 60 m do 440 yardů a ve štafetách.
V roce 1969 u ní lékaři diagnostikovali roztroušenou sklerózu a musela se podrobit dlouhé léčbě, zároveň se ale aktivně zapojila do propagace výzkumu metod léčby této choroby. Upoutaná na invalidní vozík se zúčastnila i slavnostního zahájení dalších olympijských her na australské půdě v roce 2000 v Sydney.
Byla vyznamenána Řádem britského impéria (1956) a Řádem Austrálie (2018).